# Trotskisme
Trotskisme is de stroming binnen het marxisme/communisme die zich baseert op onder andere de ideeën en methode van de Russische revolutionair Leon Trotski (1879-1940). Samen met Lenin gaf Trotski leiding aan de Oktoberrevolutie en de daarop volgende Rode Terreur. In de jaren twintig en dertig ontstond er binnen de Russische communistische partij een conflict tussen Trotski en diens medestanders (in wat later de Linkse Oppositie zou gaan heten) en het opkomende stalinisme, totdat die laatste fractie de strijd won, waarbij honderdduizenden werden gedood. Trotski werd onder Stalins regime verbannen, en later in ballingschap in Mexico vermoord.
Wat betreft Trotski's bijdragen aan de arbeidersbeweging en de socialistische theorie zijn vooral vermeldenswaardig het idee van de 'permanente revolutie', zijn nadruk op internationalisme (tegenover Stalins theorie van 'socialisme in één land'), zijn analyse van het opkomende fascisme bij zijn leven, en het 'overgangsprogramma', dat een brug probeerde te slaan tussen de strijd in het heden en het socialistische einddoel.
Trotskisten komen op voor een democratische vorm van communisme die opkomt voor democratisch geplande economie en radendemocratie kent.
In de communistische wereld speelde het trotskistische gedachtegoed, ook na de destalinisatie, geen rol van betekenis meer. 'Trotskisme' was in deze landen weinig meer dan een scheldwoord. Zijn grootste invloed heeft deze ideologie in het westen gehad, waar diverse communistische partijen deze ideologie omarmden. Zulke partijen zijn relatief populair in Frankrijk, waar bij de presidentsverkiezingen van 2002 10% van de kiezers op een van de deelnemende trotskistische partijen stemde. Ook de linkervleugel van de Britse Arbeiderspartij kende voorheen een trotskistische factie, die in de jaren tachtig, met name in de Londense voorsteden, een politieke factor van belang was.
In Nederland zijn het tegenwoordig onder andere de socialistische organisatie Offensief, de Internationale Socialisten (IS), Socialistisch Alternatieve Politiek (SAP) en Vonk die een trotskistische achtergrond hebben. De eerste trotskistische partij in Nederland was de vooroorlogse Revolutionnair Socialistische Partij van Henk Sneevliet.
In België zijn de voornaamste trotskistische organisaties LSP (Linkse Socialistische Partij) / PSL (Parti Socialiste de Lutte), GA (Gauche anticapitaliste) / SAP, POS (Parti Ouvrier Socialiste), Vonk en Stroming voor een Antikapitalistisch Project, aangesloten bij de Vierde Internationale